# Diskontinuální barvení textilií
Diskontinuální barvení textilií je technologie lázňového barvení s dlouhodobou fixací barviva, při kterém se barvivo postupně „vytahuje“ z lázně na textilii..

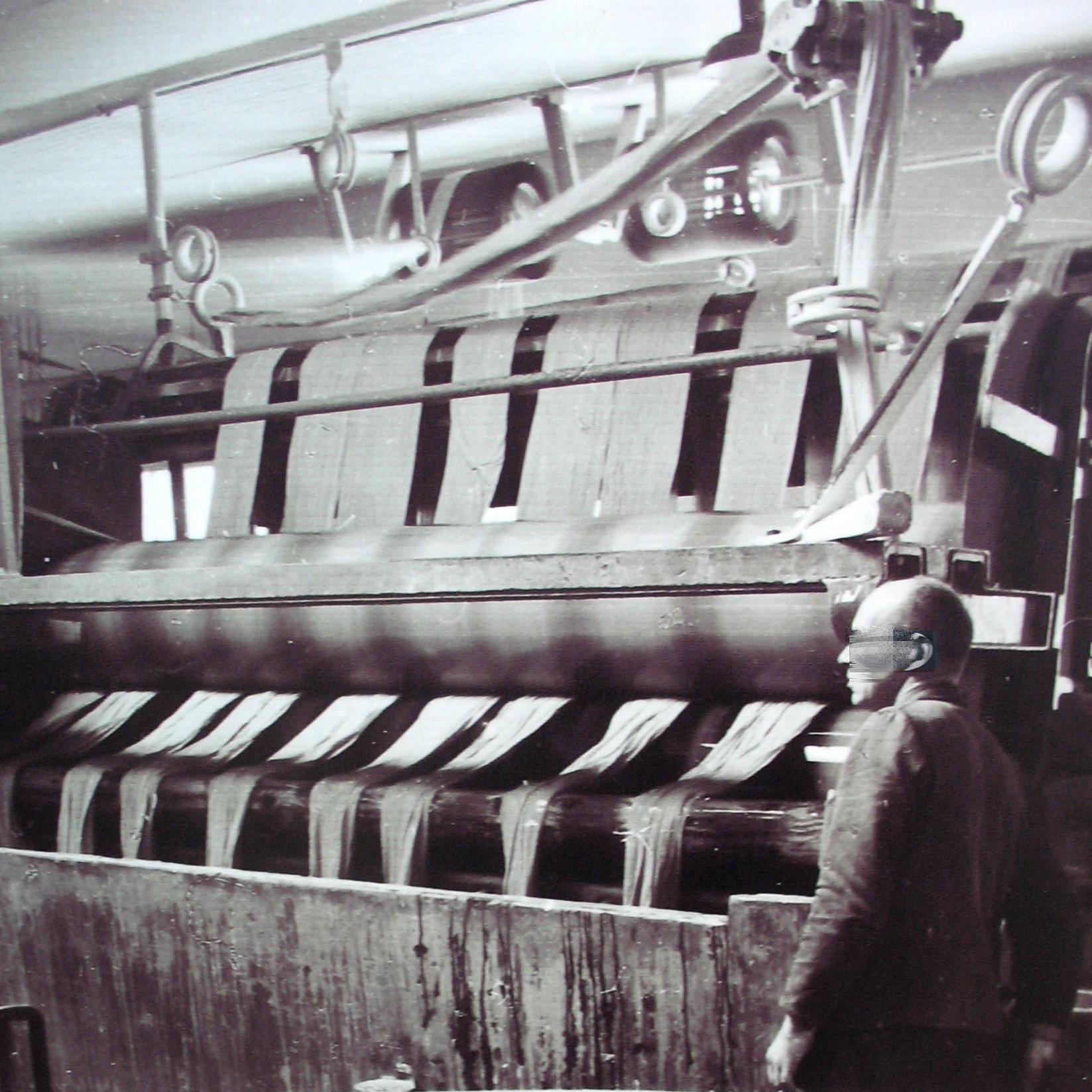
Hašple (z 80. let 20. století)

Textilie přijímá v barvicí lázni barvivo tak dlouho až se dosáhne rovnováhy mezi oběma složkami. Parametry barvení jsou: teplota, poměr barvicí lázně a pomocných prostředků, které ovlivňují rychlost dlouhodobé fixace barviva (vytahování).
K d. barvení se obvykle používají víceúčelová zařízení jako je džigr, hašple, závěsový barvicí aparát apod. Zařízení slouží také k přípravě (praní, vyváření, bělení) a k úpravám po vlastním barvení (mydlení, ustalování apod.).
D. barvení je poměrně nákladné, v průmyslové výrobě vhodné jen pro menší položky (partie). Provádí se při různém poměru lázně
- cirkulací lázně v materiálu (např. barvení příze v návinu)
- pohybem materiálu ve stojící lázni (džigr, hašple)
- pohybem materiálu i lázně (střikový barvicí stroj)[3]